# IC 113
IC 113 је елиптична галаксија у сазвјежђу Рибе која се налази на листи објеката дубоког неба у Индекс каталогу.
Деклинација објекта је + 19° 11' 31" а ректасцензија 1h 26m 25,5s. Привидна величина (магнитуда) објекта IC 113 износи 15,0 а фотографска магнитуда 16,0.